# Lilla Öljaren
Lilla Öljaren är en sjö i Flens kommun i Södermanland och ingår i Nyköpingsåns huvudavrinningsområde. Sjön har en area på 0,106 kvadratkilometer och ligger 20 meter över havet.

## Delavrinningsområde
Lilla Öljaren ingår i det delavrinningsområde (654115-154608) som SMHI kallar för Utloppet av Hedenlundasjön. Medelhöjden är 39 meter över havet och ytan är 13,35 kvadratkilometer. Räknas de 36 avrinningsområdena uppströms in blir den ackumulerade arean 395,75 kvadratkilometer. Hedenlundaån som avvattnar avrinningsområdet har biflödesordning 3, vilket innebär att vattnet flödar genom totalt 3 vattendrag innan det når havet efter 52 kilometer. Avrinningsområdet består mestadels av skog (39 procent), öppen mark (17 procent) och jordbruk (33 procent). Avrinningsområdet har 1,24 kvadratkilometer vattenytor vilket ger det en sjöprocent på 9,3 procent.